# Stroomkanaal (Lemmer)
Het Stroomkanaal (Fries: Streamkanaal) nabij Lemmer in de Nederlandse provincie Friesland is een kanaal dat van het Prinses Margrietkanaal tot aan het ir. D.F. Woudagemaal loopt. Als het boezemgemaal in bedrijf is gesteld, wordt via het Stroomkanaal 5.760.000 m³ boezemwater per dag aangevoerd, dat vervolgens in het IJsselmeer wordt geloosd.